# Schwansee
Der Schwansee liegt im Ostallgäu in Bayern südöstlich von Füssen im Gemeindegebiet von Schwangau und in unmittelbarer Nähe der Königsschlösser Hohenschwangau und Neuschwanstein, und 400 Meter nördlich des Alpsees. Seit 1956 gehört er zum Landschaftsschutzgebiet „Alpsee, Schwansee und Faulenbacher Tal“. Der See ist Eigentum des Freistaates Bayern, für dessen Verwaltung die Bayerische Verwaltung der staatlichen Schlösser, Gärten und Seen zuständig ist.
Der See wurde im Jahr 1332 („sê ze Swansê“) erstmals schriftlich erwähnt. Im 19. Jahrhundert wurde der Schwansee mit den Mooren, Feuchtwiesen und Kalkmagerrasen der Umgebung in eine Parklandschaft einbezogen, die zum Schloss Hohenschwangau gehörte. Dieser Schwanseepark wurde im Auftrag des bayerischen Königshauses Wittelsbach nach Plänen von Peter Joseph Lenné angelegt, ist heute allerdings teilweise stark zugewachsen.
In der Gegenwart wird der Schwansee von Einheimischen und Touristen im Sommer als Badesee genutzt. Aufgrund der starken Verschattung durch umliegende Berge friert der See im Winter schneller zu als viele andere Seen im weiteren Umkreis und ist daher bei Schlittschuhläufern aus nah und fern beliebt.

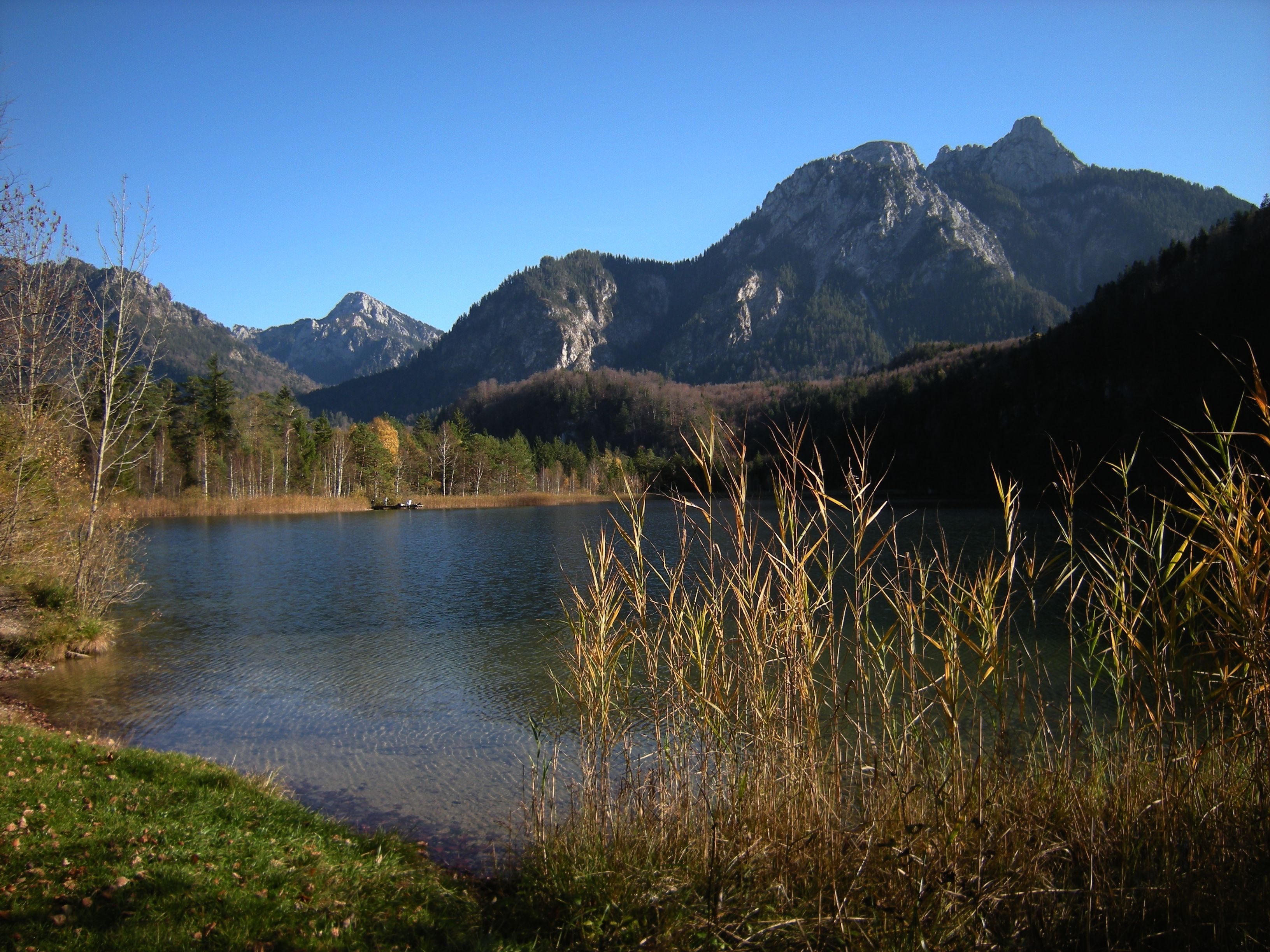
Schwansee; in Hintergrund das Säuling-Massiv mit Vieleköfpchengrat vom kleinen Säuling zum Pilgerschrofen, darüber der 12-Apostel-Grat, Gassenthomaskopf und Säulings-Älpeleskopf
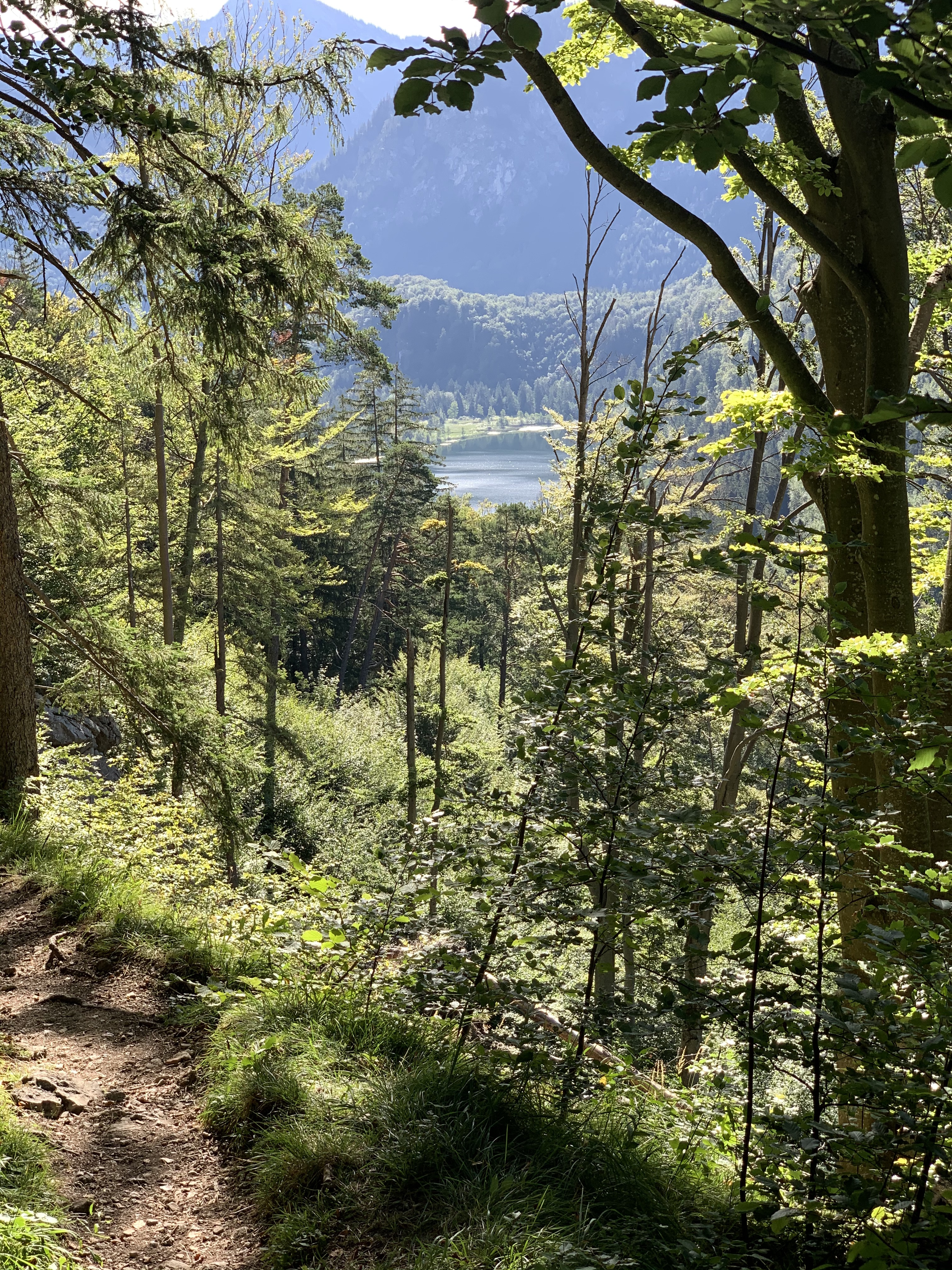
Blick auf den Schwansee mit umrahmender Natur